# Johann Jakob Engel
Johann Jakob Engel (Parchim, 11 settembre 1741 – Parchim, 28 giugno 1802) è stato uno scrittore tedesco.

## Biografia

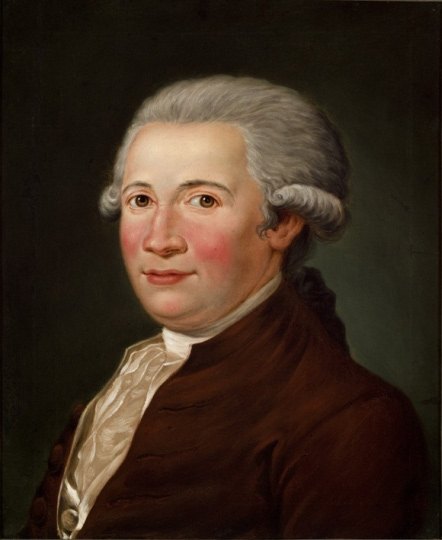
Johann Jacob Engel

Il percorso di studi di Engel incluse corsi di teologia a Rostock e Bützow, e filosofia a Lipsia, dove si laureò in medicina.
Ammiratore di Gotthold Ephraim Lessing, si ispirò a lui per i modi e le idee, seppure con una certa angustia illuministica.
Nel 1776 fu nominato professore di filosofia morale e lettere nel ginnasio Joachimstal a Berlino, e pochi anni dopo divenne precettore del principe ereditario di Prussia, poi Federico Guglielmo III di Prussia.
Le lezioni che diede al suo allievo reale in etica e politica furono pubblicate nel 1798 con il titolo Fürstenspiegel (Specchio per principi) e sono un esempio favorevole dei suoi poteri come scrittore filosofico popolare. Nel 1787 diventò membro dell'Accademia delle scienze di Berlino, e nello stesso anno divenne direttore del teatro reale, carica da cui si dimise nel 1794.
Oltre a numerosi drammi, alcuni dei quali ebbero un notevole successo, Engel scrisse diversi preziosi libri di argomento estetico drammatico e musicale. Il suo Anfangsgründe einer Theorie der Dichtungsarten (Fondamenti iniziali per una teoria dei tipi di poesia, 1783) mostrava buon gusto e acuta facoltà critica anche se non brillava di immaginazione e intuizione poetica. Le stesse eccellenze e gli stessi difetti erano evidenti nel suo Ideen zu einer Mimik (Idee sulla mimica, 1785), scritto in forma di lettere. L'opera ha evidenziato una conoscenza della natura umana e può essere considerato una sorta di manuale per attori. Inoltre scrisse Uber die musikalische Malerei (Sulla pittura musicale, 1780), dove fece disquisizioni accademiche sulla natura e valori dei gesti, e i vari tipi di descrizione musicale (certe sue idee piacquero a Ludwig van Beethoven per la sua Sesta sinfonia).
La sua opera più popolare fu Der Philosoph für die Welt (Il filosofo per la gente del mondo, 1775), che consiste principalmente di dialoghi su uomini e costumi, scritti dal punto di vista utilitaristico della filosofia dell'epoca. La sua ultima opera, un romanzo intitolato Herr Lorenz Stark (Signor Lorenz Stark, 1795), ottenne un grande successo, in virtù della spiccata individualità dei suoi personaggi e del suo richiamo al sentimento borghese; l'opera descrisse con secca chiarezza le condizioni della borghesia tedesca alla fine del Settecento.
Voleva fare del teatro tedesco lo specchio della vita nazionale, e scrisse diverse commedie di carattere, ma furono di non grande successo, tra le quali si possono menzionare: Der dankbare Sohn (Il figlio riconoscente, 1771), Edelknaben (Ragazzo nobile) e Eid und Pflicht (Giuramento e dovere, 1803).

## Opere
- Der dankbare Sohn (Il figlio riconoscente, 1771);
- Der Philosoph für die Welt (Il filosofo per la gente del mondo, 1775);
- Uber die musikalische Malerei (Sulla pittura musicale, 1780);
- Anfangsgründe einer Theorie der Dichtungsarten (Fondamenti iniziali per una teoria dei tipi di poesia, 1783);
- Ideen zu einer Mimik (Idee sulla mimica, 1785);
- Herr Lorenz Stark (Signor Lorenz Stark, 1795);
- Fürstenspiegel (Specchio per principi, 1798);
- Edelknaben (Ragazzo nobile);
- Eid und Pflicht (Giuramento e dovere, 1803).